# Polysics
Polysics, stylisé POLYSICS, est un groupe de rock japonais, originaire de Tokyo. Formé en 1997, le groupe mélange new wave, synthpop et rock japonais.

## Biographie

### Formation et débuts (1996–2000)
Hiroyuki Hayashi, chanteur du groupe, se lance dans la musique pendant ses études dans divers groupes locaux qui, la majeure partie du temps, reprenaient des chansons d'autres groupes. Il jouera plus tard dans un groupe appelé Rhythm Minchi formé de quatre lycéens. Hayashi, qui voue une véritable admiration pour le groupe Devo, formera, avec ses camarades, Polysic, en mars 1997. Le groupe comprend alors Hayashi, Sako et Kawabe. Sugai les rejoint en juin 1998, six mois après l'arrivée de Kayo. À cette période, les membres de Polysics s'attribuent tous un nom de code allant de POLY - 1, POLY - 2, POLY - 3, à POLY - 4. À ses débuts, le groupe est principalement influencé par Devo, ce que le meneur, Hiroyuki Hayashi, expliquera fréquemment. Polysics est formé dans la continuité de Devo dès ses débuts. Leur respect pour Devo peut être entendu dans les clips et chansons de Polysics.
En 1999, Polysics signe avec le label indépendant Deckrec Records, dirigé par UK Project. En février la même année, ils y publient leur premier album studio, intitulé 1st P. En mars la même année, Ils jouent leur premier concert au Shimokitazawa CLUB QUE. Leur album 1st P attire l'intérêt, et le groupe peut jouer au Fuji Rock Festival où il gagne rapidement en popularité. Par la suite, POLY - 2 (Sako) quitte le groupe. En octobre 1999 sort leur deuxième album studio, A.D.S.R.M!. À cette période, ils sont rejoints par Fumi (ex-54 Nudes Honeys) pour participer en tournée à la basse. La même année, ils effectuent une tournée mondiale.
En mars 2000, le groupe joue au SXSW 2000 au Japon, et tourne aux États-Unis. Pendant cette tournée, Hayashi visitera Devo en studio à Los Angeles à qui il donnera en main propre le dernier CD des Polysics.

### DeNeuàNational P(2000–2003)
En avril 2000, le groupe signe avec Ki/oon Records et publie le single XCT/Each Life Each End. En septembre la même année, ils publient leur premier album chez une major, Neu. La même année, ils effectuent une tournée mondiale en soutien à l'album. L'année suivante, en 2001, sort le troisième single de l'album, New Wave Jacket en avril. À ce moment, le groupe chante en japonais.
Par la suite, leur nouvel album, Eno, est publié en juin la même année. Sur cet album, Fumiy participe pour la première fois comme membre officiel, depuis son arrivée en 1999. La même période, le groupe effectue une tournée New Wave Jacket Tour. Ils jouent à plusieurs festivals d'été, et participent pour la première fois au festival Rock in Japan. Hayashi participe aussi à l'événement pour la première fois sous le surnom de DJ Hayashi Hiroyuki.
La même année, une compilation, Hey! Bob! My Friend, est publié aux États-Unis et en Corée du Sud. Elle est publiée par Asian Man Records aux États-Unis, et Ponycanyon Records en Corée.
En 2002 sort l'album For Young Electric Pop, qui est plus tiré pop que ses prédécesseurs.
En mai 2003, le groupe publie un mini-album, Kaja Kaja Goo. À la fin des enregistrements, leur batteur les quitte. Par la suite, ils sont rejoints par Isarnaru (des Snail Ramp) à la batterie et, avec la participation d'Ishimar, publient l'album National P en octobre.

### Polysics or Die!!!!(2004–2005)
En mai 2004, le groupe publie son best-of, intitulé Polysics or Die!!!!. Ce best-of comprend d'anciennes chansons. Il est publié en juillet au Royaume-Uni, et en mars 2005 aux États-Unis. Au Royaume-Uni, il est le premier à sortir en Europe. Entre mai et juin la même année, le groupe joue à Tokyo et Osaka toutes les chansons de l'album. Ils jouent à Tokyo pendant sept jours consécutives et à Osaka pendant deux jours d'affilée, pour leurs tournées appelées 7DAYS TO DIE !!!! ~ ALL OF POLYSICS !!!! ~ and legend ... ~ et 2DAYS TO DIE! !! ~ ALL OF POLYSICS !!!! OSAKA Edition 2DAYS !!!!. Yano les rejoint à leur dernier jour au 7DAYS de Tokyo. Après cette tournée, ils jouent en Europe, à commencer par l'Angleterre. Entretemps, le premier album solo de Kayo, intitulé Triple Braid Heroine est publié en juillet.

### Now is the Time!(2005–2006)
En avril 2005 sort le single Baby BIAS. Il s'agit de leur premier single CD en quatre ans depuis New Wave Jacket en 2001. Il suit, quatre mois plus tard, d'un autre single intitulé Coelacanth is Android en août. Le groupe sortira alors l'album Now is the time! au Japon en février et en avril 2005, et aux États-Unis en avril 2006. En mai, ils jouent au Shibuya-AX.

### Karate House(2006–2007)
En juin 2006, le groupe sort les singles Electric Surfin 'Go Go, You-You-You en octobre, et Catch On Everywhere l'année suivante, en janvier 2007.
En février 2007, ils publient l'album Karate House qui comprend ces trois singles. L'album est principalement produit par Hayashi. Peu après la sortie de l'album, le groupe célèbre sa dixième année d'existence, le 4 mars, au Shibuya-AX.
En avril la même année, ils effectuent leur tournée POLYSICS WORLD TOUR OR DIE 2007 !!!! ~ KARATE HOUSE !!!! la plus longue dans toute l'histoire du groupe, qui se termine le 2 juin à l'amphithéâtre d'Hibiya. En juin, ils tournent au Royaume-Uni et en France. Ils joueront au festival O2 Wireless 2007 in juin. En été, ils jouent plusieurs concerts comme au Rock Festival. En juin la même année, ils signent un accord de distribution nord-américain avec le label MySpace Records. Cet accord se fait avec Tom Anderson, président de MySpace. Ils jouent des concerts appelés The 3rd SECRET SHOWS JAPAN sponsorisés par MySpace au Japon, puis sortent en octobre leur deuxième best-of, POLYSICS OR DIE !!!! - VISTA.[réf. nécessaire]

### We Ate the Machine(2007–2008)

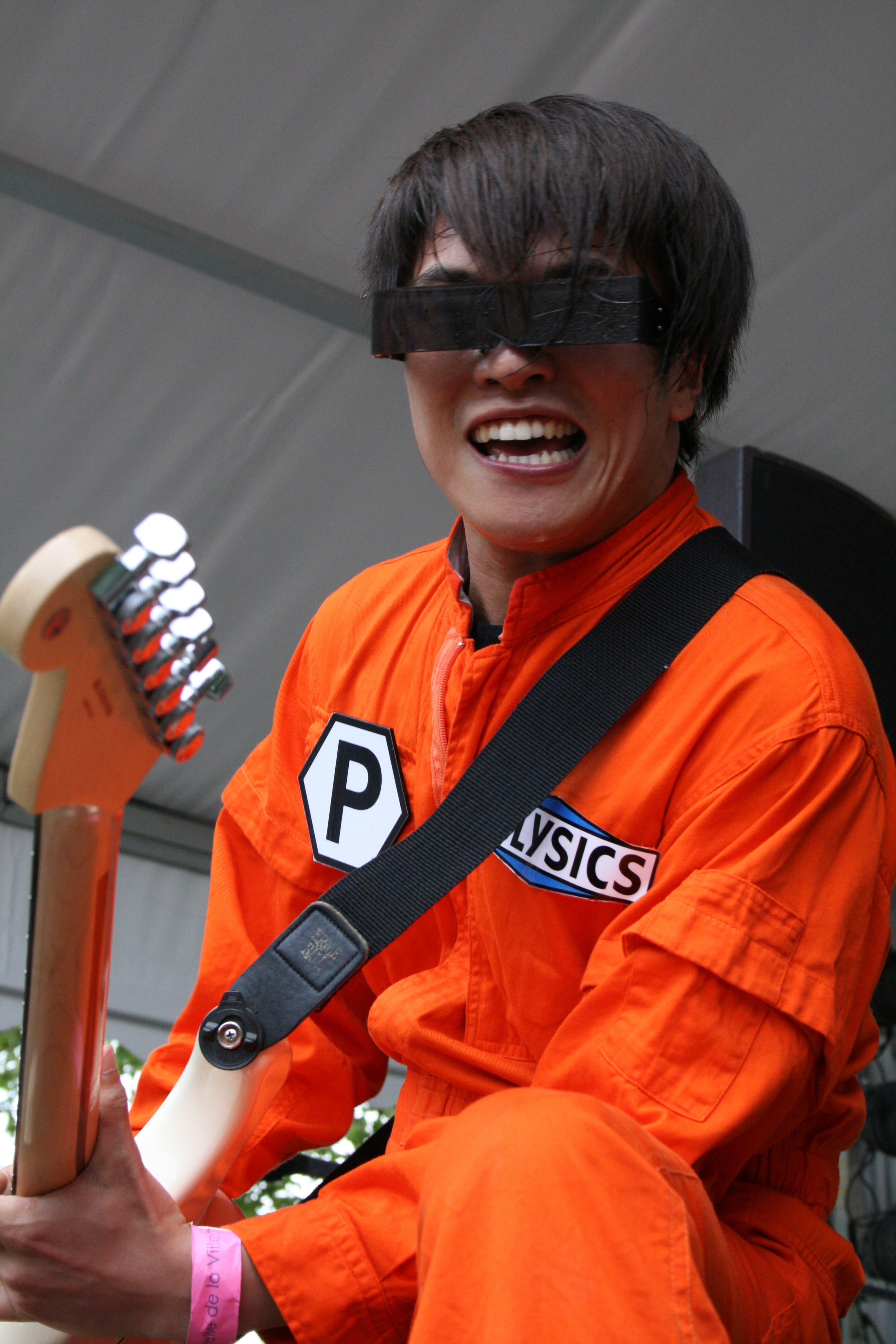
Hiroyuki Hayashi, le 10 juin 2007.

En novembre 2007, le groupe publie le single Rocket. Il deviendra le générique de l'anime Moyasimon, diffusée sur Fuji TV en octobre la même année. Ils jouent le COUNTDOWN JAPAN EAST / WEST en décembre la même année.
En avril 2008 sort l'album We Ate the Machine au Japon. L'album comprend deux singles. Une tournée appelée POLYSICS WORLD TOUR OR DIE 2008 !!!! ~ Hami out! est jouée en mars suivi au printemps par la tournée Ukioki · Japan tour !!!! ~. En avril sort l'album POLYSICS WORLD TOUR OR DIE 2008 !!!! ~ Hami out !! Wowaway / Japan tour of anger" !!!! ~ qui comprend des concerts effectués pendant la tournée POLYSICS WORLD TOUR OR DIE 2008 !!!! - Hami came out !! Kibakiba Shinkiba · Japan Tour Final !!!! ".

### Absolute PolysicsetBestoisu!!!!(2009–2010)

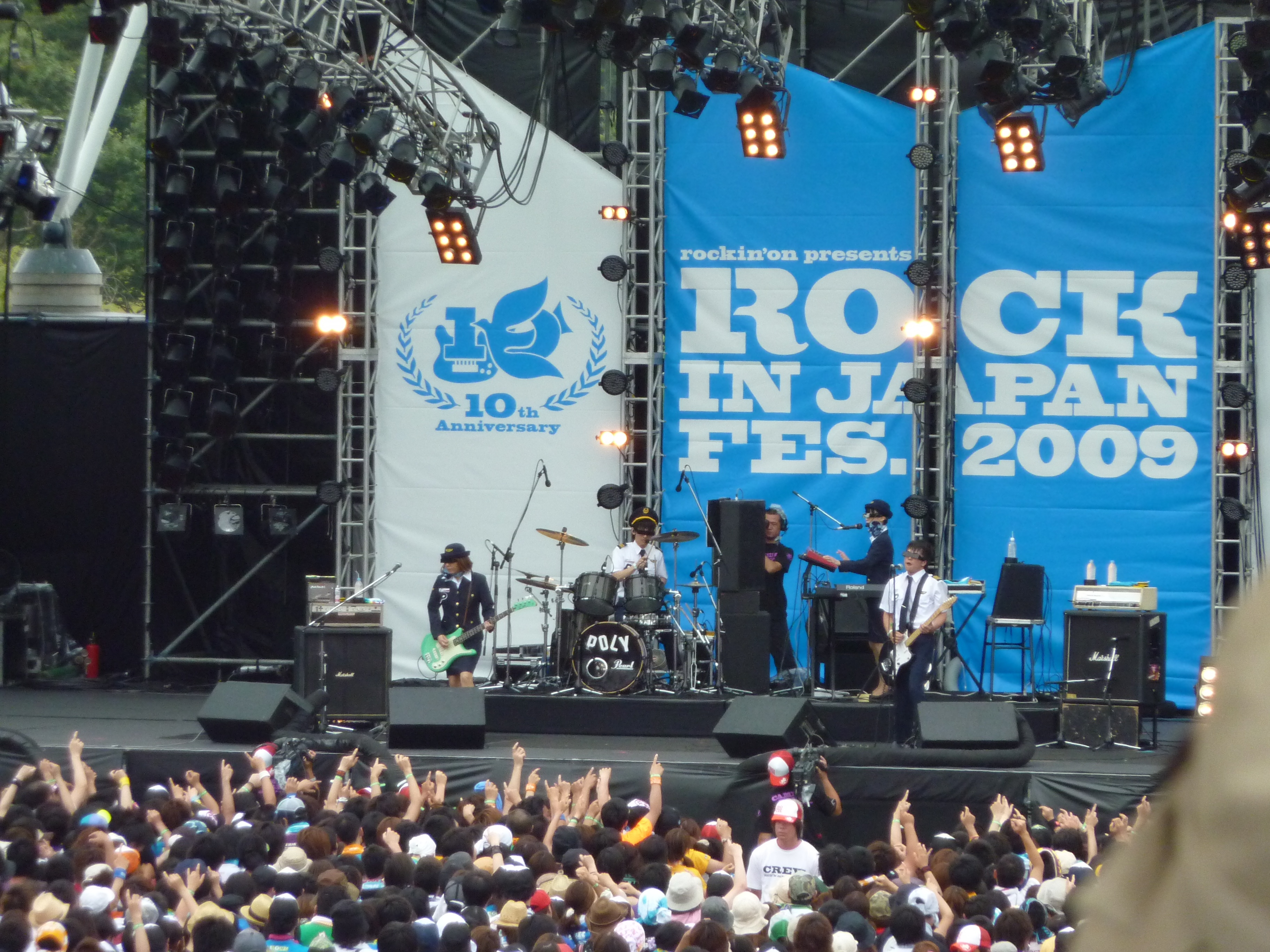
Polysics au Rock in Japan Festival en 2009.

En mars 2009 sort le single double face A Shout Aloud! / Beat Flash. Il est suivi du single Young OH! OH! En septembre sort l'album Absolute Polysics, qui comprend ses singles, au Japon. En mars 2010, ils jouent leur tournée Budokan or Die!!!!" au Nippon Budokan.

### DeOh!No!It’s Heavy Polysick!!!àWeeeeeeeeee!!!(2010–2012)
Leur première tournée nationale, We are Back !! POLYSICS !!! se déroule entre octobre et novembre 2010. En décembre cette année, ils publient leur mini-album Eee-P !!!. L'année suivante sort l'album Oh! No! It's Heavy Polysick !!! en mars 2011.
Avant la sortie de cet album, le groupe joue le single live Konnichiwa! New Polysics !!! ~ Mach AX Gyun Gyungun !!! ~ au Shibuya-Ax le 4 mars. Ce concert est diffusé en direct sur Ustream,une première pour le groupe.
Cette même année, le groupe se réduit à un trio à la suite du départ de Kayo (claviers/chant),.

### Mega Over Driveet nouveaux albums (depuis 2013)
En 2014 sort l'album Mega Over Drive.
Le 2 mars 2016, l'album What's This ??? est publié. Il comprend 19 chansons, soit 19 par année d'existence pour le groupe.  Ils effectuent la tournée One more year until the 20th anniversary !!! ~ It is still unreasonable !!! 100 songs a day !!! ~, jouant 14 chansons par jour. Comme à son habitude, le groupe participe de nouveau à des festivals d'été comme l'Aomori Rock Festival '16 ~ Summer Demon ~, et pour la première fois au festival @ JAM × Natalie Expo 2016.

## Style musical
Le groupe décrit son style comme étant « du pogo punk technicolor ». Sa musique est du genre très énergique, faisant fusionner une musique conventionnelle à la guitare avec des sons synthétisés et créés par ordinateur afin de créer un mélange unique de punk et de pop, fortement inspiré par les groupes américains Devo et The Tubes, ainsi que les groupes japonais P-model ou Yellow Magic Orchestra. Les paroles des chansons de Polysics sont constituées en général de japonais, de mauvais anglais ou carrément juste de charabia. Le groupe se distingue grâce à ses concerts très énergiques et à ses costumes originaux.

## Membres

### Membres actuels
- Hiroyuki Hayashi - guitare, chant, vocoder, programmation
- Fumi - basse, chant, synthétiseur
- Yano - batterie

### Anciens membres
- Junichi Sugai - batterie
- Ishimaru
- Sako (sous le nom Poly-2)
- Kayo - synthétiseurs, chant, vocoder

## Discographie

### Albums studio
- 1999 : 1st P
- 1999 : A.D.S.R.M!
- 2000 : Live in Japan / 6-D (double album)
- 2000 : Neu
- 2001 : Eno
- 2002 : For Young Electric Pop
- 2003 : National P
- 2004 : Polysics or Die!!!![7]
- 2005 : Now Is the Time!
- 2007 : Karate House
- 2008 : We Ate the Machine
- 2009 : 1st P / A.D.S.R.M! (rééditions + 3 chansons bonus track) (DCRC-0062～0063)
- 2009 : Absolute POLYSICS
- 2010 : Bestoisu!!!! (double album)
- 2011 : Oh! No! It's Heavy Polysick!!!
- 2012 : 15th P
- 2012 : Weeeeeeeeee!!!
- 2014 : Action!!!
- 2016 : What's This ???
- 2017 : That's Fantastic!
- 2019 : In The Sync

### Singles et EP
- 1999 : Plus Chicker EP (vinyle 45 tours, DCRC-0002)
- 1999 : Modern (vinyle 45 tours, DCRC-0006)
- 2000 : 6-D (vinyle, DCRC-0014)
- 2000 : XCT (maxi-single CD, KSC2 341)
- 2000 : Each Life Each End (maxi-single CD, KSC2 345)
- 2001 : New Wave Jacket (maxi-single CD, KSC2 380)
- 2002 : Lo-Bits (mini-album)
- 2003 : Kaja Kaja Goo (mini-album)
- 2005 : Baby BIAS (CD single)
- 2005 : Coelacanth Is Android (CD single)
- 2006 : Electric Surfin' Go Go (CD single, KSCL 1016)
- 2006 : You-You-You (CD single, KSCL 1047)
- 2007 : Catch on Everywhere (CD single, KSCL-1091)
- 2008 : Karate House
- 2009 : Shout Aloud!/Beat Flash (CD single, KSCL 1358)
- 2009 : Young OH! OH! (CD single, KSCL 1396-97)
- 2010 : Bokudan or Die!!![8]
- 2010 : Eee-P!!! (mini-album, KSCL-1680)
- 2013 : Mega Over Drive (mini-album, KSCL 2313-2314)
- 2015 : Hen Ai Let's Go!
- 2015 : Hen Ai Let's Go! 2 -Ultra Kaiju So Shingeki-

### Albums live
- 2008 : We Ate the Machine, We Ate the Show (Live au STADIO COAST - 2008/06/29) (CD + DVD / KSCL1316-1317)
- 2010 : Bestoisu!!! (disque 1) + POLYSICS Rare and Live (disque 2)
- 2013 : Memorial Live or Die[9]

### Apparitions
- 1998 - Tokyo Newwave of Newwave '98
- 1999 - Punch The Monkey! 2
- 1999 - Sweets For My Spitz
- 1999 - Unknown Cover Album
- 2000 - YMO-Remixes Technopolis 2000-00
- 2000 - Smash In La-Ppisch! 2
- 2001 - Japan For Sale
- 2002 - Japan For Sale Vol. 2
- 2003 - Japan For Sale Vol. 3
- 2003 - ID:2 (Aikawa Nanase)
- 2004 - Fine Time - A Tribute to New Wave
- 2004 - Japan For Sale Vol. 4

### Vidéos
- 1999 - Live at Newwave (VHS)
- 2000 - B.G.V. (VHS)
- 2003 - DVDVPVDVLIVE!! (DVD)
- 2004 - PippikkippippiP In USA (DVD)
- 2006 - Now is the Live! (DVD)
- 2007 - CLIPS OR DIE!!!! (DVD)
- 2008 - We Ate The Show [DVD (29 titres) + CD (21 titres)]
- 2010 - BUDOKAN OR DIE!!!! 2010.3.14 (DVD & Blu-ray KSBL-5940～5941)

### Projets solos
- 2004 - Mitsuami Heroine (Kayo Solo EP)